# ستيفن ديكاتور إنغل
ستيفن ديكاتور إنغل (بالإنجليزية: Stephen Decatur Engle)‏ هو مخترِع أمريكي، ولد في 18 ديسمبر 1837 في Sugarloaf Township, Luzerne County, Pennsylvania ‏ في الولايات المتحدة، وتوفي في 24 يناير 1921 في هازلتون في الولايات المتحدة.